# Транзиция
Транзиция е понятие от генетиката, с което се означава специфичен вид точкова мутация. Транзицията представлява промяната в нуклеотидната последователност на нуклеинова киселина (най-често ДНК), при която пуринов нуклеотид се заменя с друг пуринов (например аденинозин с гуанозин) или пиримидинов нуклеотид с други пиримидинов (например цитидин с тимидин). Причината за този процес е химичното преобразуване на базите в нуклеотидите в резултат на окислително деаминиране или тавтомеризиране. Ако веднъж възникналата транзиция не се отстрани в резултат на поправка на ДНК, в следващия цикъл на репликация, става подмяна на базовата двойка (аденин-тимин или гуанин-цитозин) с алтернативната, но за разлика от сходния процес на трансверзия пуриновият и пиримидиновият нуклеотид са в аналогични позиции в майчината и дъщерната верига в ДНК.
Съществуват някои модификации на базите в ДНК, които относително често причиняват транзиция. Такава е например модификацията на цитозин до 5-метилцитозин, който може спонтанно да деаминира до тимин.